# Liberty Fund

El ama-gi, una inscripción cuneiforme sumeria milenaria, es el símbolo usado por Liberty Fund.

Liberty Fund, Inc. es una fundación educativa privada con sede en Indianápolis, Indiana (Estados Unidos), es de funcionamiento privado y no recibe subvenciones. Fue fundada en 1960 por Pierre F. Goodrich, un empresario y abogado, para difundir su visión personal del "ideal de una sociedad de individuos libres y responsables". A partir de 1996, Liberty Fund tenía más de 202 millones de dólares en activos. 

## Programas
Entre sus programas están:
- Conducir más de 165 conferencias cada año a través de Estados Unidos, Canadá, América Latina y Europa.
- Publicar 20 o más libros al año, especialmente relacionados al tema de la libertad y el Derecho.[3]

Su sitio web contiene una biblioteca digital donde se pueden encontrar recursos, especialmente del punto de vista libertario, y algunos de los trabajos previamente impresos.